# باب‌اسفنجی شلوار مکعبی (فصل ۱)
فصل اول مجموعه پویانمایی تلویزیونی آمریکایی باب‌اسفنجی شلوارمکعبی، ساخته شده توسط زیست‌شناس دریایی و انیماتور سابق، استیون هیلنبرگ قسمت‌هایی از مجموعه پویانمایی باب‌اسفنجی است که از ۱ مه ۱۹۹۹ تا ۳ مارس ۲۰۰۱ از شبکه نیکلودئون پخش شد و شامل ۲۰ قسمت نیم ساعته است. این مجموعه ماجراجویی‌های شخصیت اصلی و دوستان مختلفش را در شهر خیالی زیر آب بیکینی باتم روایت می‌کند. این فصل با صداپیشگی تام کنی، بیل فیجرباک، راجر بومپاس، کلنسی براون، مستر لارنس، جیل تالی، کارولین لارنس، مری جو کتلت و لوری آلن همراه بود.‌ در میان صداپیشگان اصلی، اولین صداپیشگان مهمان که در این نمایش حضور داشتند، ارنست بورگناین و تیم کانوی بودند که به ترتیب صداپیشگی شخصیت‌های ابرقهرمانی، مرد دریا و پسر صدفی را برعهده داشتند.
از قسمت‌های این فصل می‌توان به درخواست کمک ، شکار عروس دریایی ، گنج! ، تفریح ، خانه آناناسی عزیزم ، تحویل پیتزا ، شوک فرهنگی و چای در خانه ی درختی اشاره کرد